# Han Groenewegen
Johannes Martinus (Han) Groenewegen (Den Haag, 27 oktober 1888 – Jakarta, 4 april 1980) was een Nederlands architect, die zowel in Nederland als in Nederlands-Indië en Indonesië werkzaam is geweest.

## Leven en werk
In de periode 1920-1927 was hij als zelfstandig architect in Den Haag werkzaam. Een van zijn weinige werken in Nederland is de Heilig-Hartkerk in Schiedam. Om net als vele andere collega's (o.a. Albert Aalbers) de economische depressie in Nederland te ontvluchten, vertrok Groenewegen in 1927 naar Medan (op het eiland Sumatra in Nederlands-Indië) om mee te werken aan de plannen voor een ziekenhuis. Hij is in de vooroorlogse jaren in Medan beeldbepalend aan de slag gegaan.
In tegenstelling tot zijn andere collega's is hij ook na de onafhankelijkheid in Indonesië gebleven en heeft daar monumentale bioscooptheaters gerealiseerd. Hij woonde vanaf 1947 in Jakarta en was daar lid van de schoonheidscommissie en docent architectuuronderwijs.
De Amsterdamse school was zijn voorbeeld en uiteindelijk nam hij na de oorlog ook Aziatische elementen in zijn werk op. In 1955 behaalde zijn ontwerp voor de Istiqlalmoskee te Jakarta de derde prijs. De Nederlandse ambassade in Jakarta is door hem ontworpen. Hij associeerde zich, toen Nederlanders daar geen bedrijf meer mochten hebben, in 1956 met de Indonesische architect Frits Silaban. Later werd hij weer onder eigen naam actief. Groenewegen overleed in 1980, op 91-jarige leeftijd, in het door hem ontworpen Sumber Waras ziekenhuis te Jakarta.